# Malojaroslawez
Malojaroslawez (russisch Малояросла́вец) ist eine Stadt mit 30.392 Einwohnern (Stand 14. Oktober 2010) in der Oblast Kaluga, Russland. Sie liegt am rechten Ufer des Flusses Luscha, einem rechten Nebenfluss der Protwa, etwa 60 Kilometer von der Gebietshauptstadt Kaluga entfernt. Unmittelbar an Malojaroslawez grenzt die Stadt Obninsk an.

## Geschichte
Die heutige Stadt entstand vermutlich Ende des 14. oder Anfang des 15. Jahrhunderts; als Gründungsdatum der Stadt gilt heute das Jahr 1402. Der Gründer war der Serpuchower Fürst Wladimir, ein Enkel des Moskauer Großfürsten Iwan Kalita; er soll den Ort Jaroslawez nach seinem Sohn Jaroslaw benannt haben. 1485 kam Jaroslawez an das Großfürstentum Moskau und erhielt den Zusatz maly, also „klein“, damit es nicht zu Verwechslungen mit der Stadt Jaroslawl kommt.

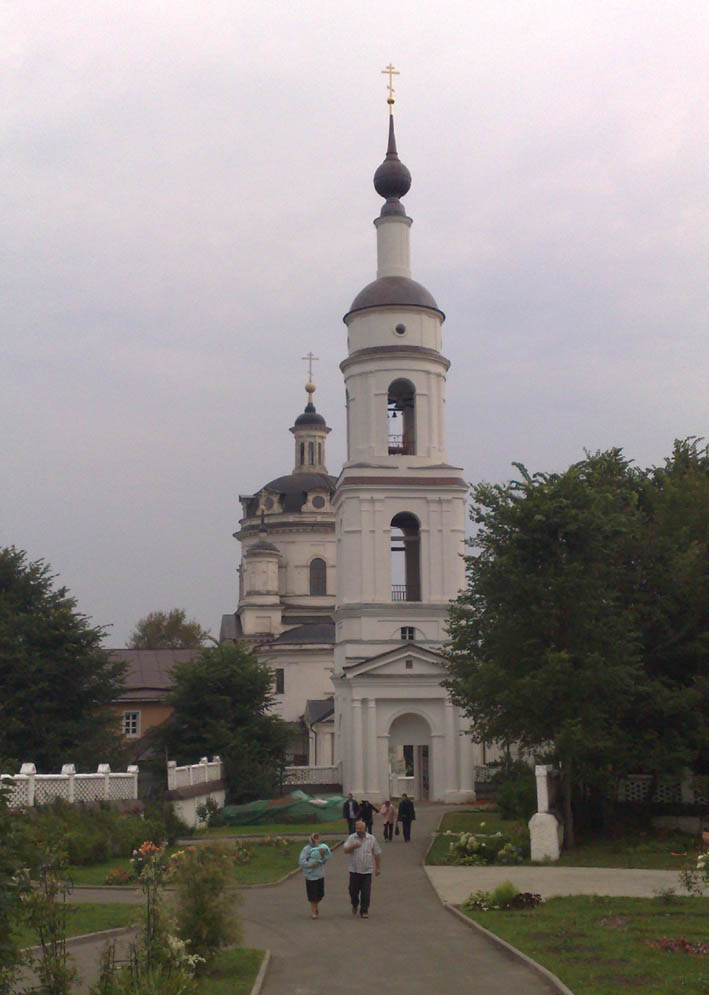
Nikolaus-Frauenkloster

1776 wurde Maly Jaroslawez – später Malojaroslawez – während einer Gebietsreform der Status einer Kreisstadt zugesprochen.
Eine größere Bekanntheit erlangte Malojaroslawez während des Krieges gegen Napoleon 1812. Am 12. Oktoberjul. / 24. Oktober 1812greg. kam es hier zur Schlacht bei Malojaroslawez zwischen russischen und französischen Truppen, nachdem letztere bei ihrem Rückzug aus Moskau nach Kaluga vordringen wollten, wo sich größere Proviantlager befanden. Zwei Tage später mussten sich die Franzosen nach einer weiteren Niederlage bei Medyn geschlagen geben und traten auf dem Weg Richtung Smolensk ihren Rückzug aus Russland an.
Im Zweiten Weltkrieg war Malojaroslawez zeitweilig Hinterland der Front und Sitz eines deutschen Armeeoberkommandos (AOK 4). Der Ort wurde von der Wehrmacht am 18. Oktober 1941 eingenommen, war Ende Dezember 1941 stark umkämpft und wurde als einer der südlichen Vorposten der sowjetischen Hauptstadt in der Schlacht um Moskau von der Roten Armee am 2. Januar 1942 zurückerobert.

### Bevölkerungsentwicklung
| Jahr | Einwohner |
| ---- | --------- |
| 1897 | 2.497     |
| 1939 | 11.729    |
| 1959 | 17.892    |
| 1970 | 21.219    |
| 1979 | 22.108    |
| 1989 | 26.582    |
| 2002 | 31.606    |
| 2010 | 30.392    |

Anmerkung: Volkszählungsdaten

## Wirtschaft und Verkehr

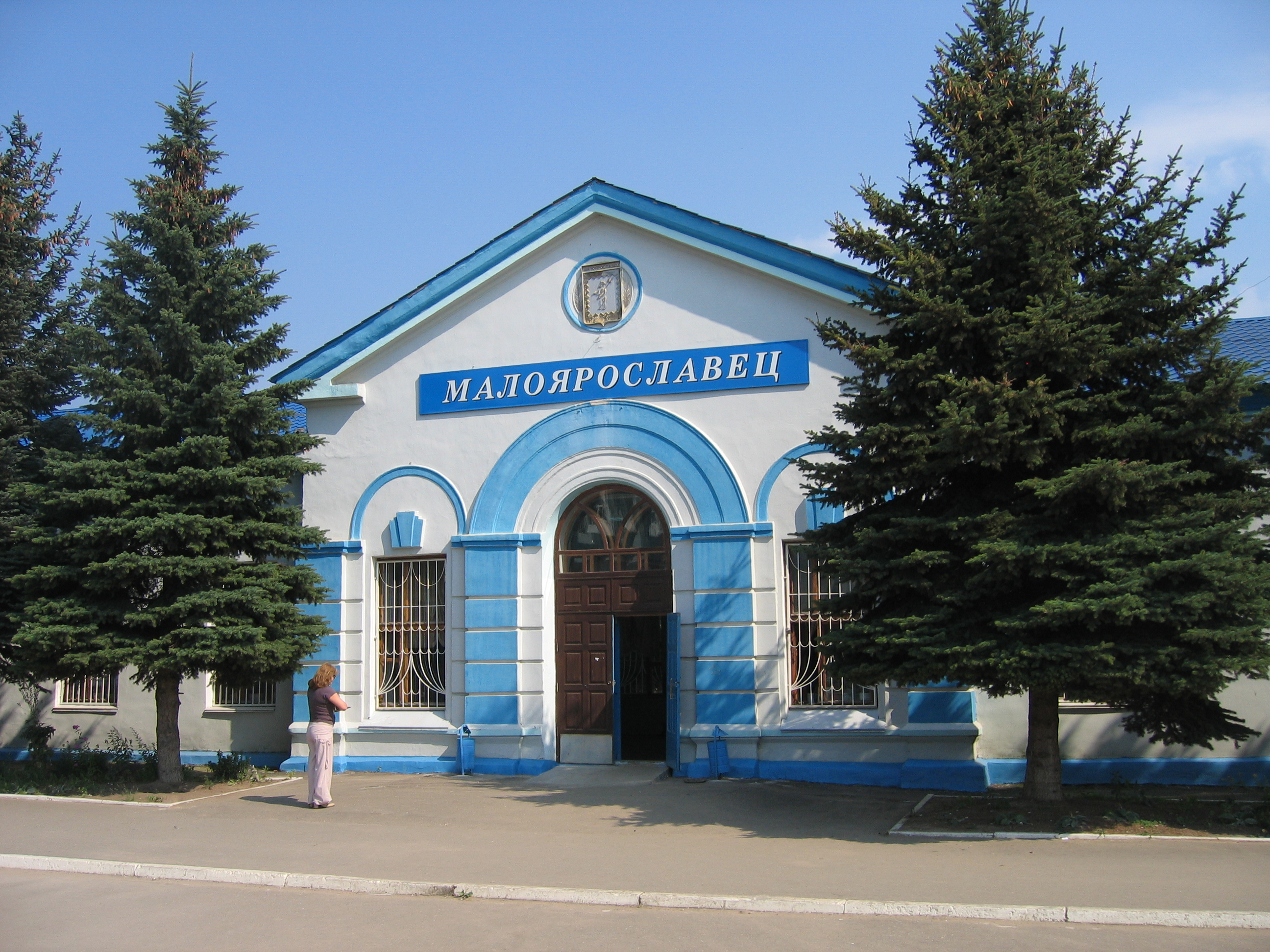
Bahnhof Malojaroslawez

Heute gibt es in Malojaroslawez mehrere Industriebetriebe: Eine Aluminiumverarbeitungsfabrik, außerdem Maschinenbau-, Textil-, Holzverarbeitungs- und Möbelfabriken.
Die nächste Fernstraße ist die A101, außerdem verläuft die M3 einige Kilometer südlich der Stadt. Ansonsten ist Malojaroslawez an das russische Eisenbahnnetz angebunden und hat einen Bahnhof an der Strecke Moskau–Kaluga–Brjansk–Kiew.

## Sehenswürdigkeiten
In der Stadt gibt es ein Museum des Vaterländischen Krieges von 1812, das auch die Schlacht von Malojaroslawez zum Gegenstand hat. Außerdem sind mehrere historische Sakralbauten erhalten geblieben, darunter das vermutlich im 14. Jahrhundert gegründete und ab 1991 wiederaufgebaute Tschernoostrowski-Nikolaus-Frauenkloster, eines der bedeutendsten Russlands.

## Städtepartnerschaften
- Baryssau, Weißrussland
- Ischia, Italien
- Serpuchow, Russland
- Alexin, Russland

## Söhne und Töchter der Stadt
- Maxim Akimow (* 1970), Politiker
- Semjon Prochorow (1873–1948), Maler, Absolvent der Moskauer Hochschule für Malerei, Bildhauerei und Architektur